# Ngộ độc oxy
Ngộ độc oxy là tình trạng do tác động của việc áp suất riêng phần của khí oxy (O2) tăng. Nó còn được gọi là hội chứng nhiễm độc oxy. Các trường hợp nghiêm trọng có thể dẫn đến tổn thương tế bào và tử vong, với các hiệu ứng thường thấy nhất ở hệ thống thần kinh trung ương, phổi và mắt. Trong lịch sử, tình trạng hệ thần kinh trung ương được gọi là hiệu ứng Paul Bert, và tình trạng phổi là hiệu ứng Lorrain Smith, sau đó các nhà nghiên cứu trên đã đi tiên phong trong việc khám phá và mô tả chúng vào cuối thế kỷ 19. Ngộ độc oxy là mối lo ngại đối với thợ lặn dưới nước, những người có nồng độ oxy bổ sung cao (đặc biệt là trẻ sinh non) và những người đang điều trị bằng oxy cao áp.
Kết quả của việc tăng áp suất riêng phần của oxy là hyperoxia, việc thừa oxy trong các mô cơ thể. Cơ thể bị ảnh hưởng theo những cách khác nhau tùy thuộc vào loại tiếp xúc. Ngộ độc trong hệ thần kinh trung ương là do tiếp xúc ngắn với áp suất riêng phần cao của oxy ở mức lớn hơn áp suất khí quyển. Ngộ độc ở phổi và mắt là do tiếp xúc lâu hơn với mức oxy tăng cao hơn so với áp suất bình thường. Các triệu chứng có thể bao gồm mất phương hướng, khó thở và thay đổi thị lực như cận thị. Tiếp xúc kéo dài với oxy áp lực riêng phần bình thường, hoặc phơi nhiễm ngắn hơn với áp lực riêng phần rất cao, có thể gây tổn thương oxy hóa cho màng tế bào, sự tan vỡ của phế nang trong phổi, bong võng mạc và co giật. Ngộ độc oxy được quản lý bằng cách giảm tiếp xúc với mức oxy nồng độ cao. Các nghiên cứu cho thấy, về lâu dài, có thể phục hồi mạnh mẽ từ hầu hết các loại ngộ độc oxy.
Các giao thức để tránh tác động của việc thừa oxy tồn tại trong các lĩnh vực nơi thở oxy ở áp suất riêng phần cao hơn bình thường, bao gồm lặn dưới nước sử dụng khí thở nén, thuốc hyperbaric, chăm sóc trẻ sơ sinh và các chuyến bay vào không gian của con người. Các giao thức này đã dẫn đến sự hiếm gặp của các cơn động kinh do ngộ độc oxy, với tổn thương phổi và mắt chủ yếu giới hạn trong các vấn đề quản lý trẻ sinh non.